# 小蓝鹭
小蓝鹭（Egretta caerulea）是属于鹭科的一種動物。小蓝鹭分佈於美國墨西哥灣沿岸地區、中美洲、加勒比地区、秘鲁和乌拉圭等地區。小蓝鹭體長大約為64—76 cm（25—30英寸），翼展長度為102 cm（40英寸），重量達325 g（11.5 oz）。